# Para meus amigos
Para meus amigos es el primer álbum en portugués del cantautor Ricardo Montaner, lanzado en octubre de 2004 para el mercado luso brasileño. Fue el segundo álbum que lanzó aquel año, junto a Con la London Metropolitan Orchestra, Vol. 2. Además de versiones en portugués de canciones extraídas de la carrera de Montaner, el disco contiene cuatro canciones del disco Suma de 2002 y una versión de "La cima del cielo", incluida en el disco de 1999 Con la London Metropolitan Orchestra, estos ya en castellano.
En los temas en portugués está la participación de Roberta Miranda y Daniel de Brasil. Las traducciones de las letras al portugués estuvieron a cargo de Billy Blanco Jr. y Fernando Adour, quien también se encargó de la dirección y los arreglos vocales en portugués.

## Lista de canciones
1. "Beija-me"
2. "No Ultimo Lugar Do Mundo"
3. "Posso Fazer"
4. "Em Resumo"
5. "Sera"
6. "Junte"
7. "Vivo No Mar"
8. "Si tuviera que elegir"
9. "Ya no vale la pena"
10. "Respirando la luna"
11. "Urgente"
12. "La cima del cielo"

- Datos: Q16615750